# Йосифинська колонізація

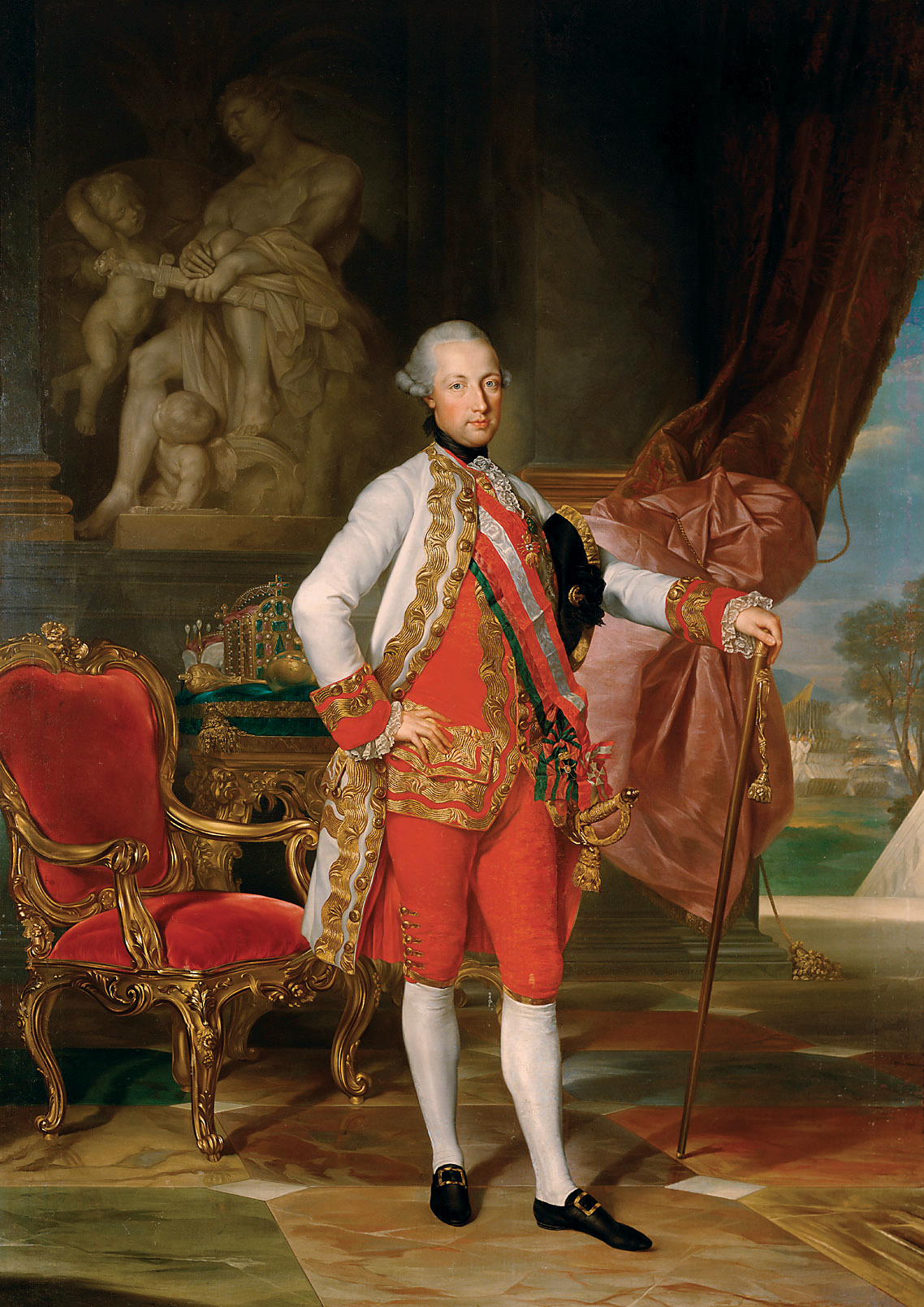
Йосиф II

Йосифинська колонізація (нім. Josephinische Kolonisation, пол. kolonizacja józefińska) — заселення новоприєднаних Австрійською імперією східних земель Галичини, а пізніше й Буковини колоністами. Названа за іменем цісаря Йосифа II, який підписав 17 вересня 1781 р. патент на колонізацію, далі доповнив патентом 11 листопада 1781 р. про дозвіл колонізації також і протестантам. Офіційною метою колонізацію була допомога краю в економічному розвитку. Для колонізації відводились переважно землі державних фільварків (колишня королівщина) та ліквідованих монастирів. Акцію закінчено в 1789 р. Кількість колоністів сягнула 14400 осіб (3200 родин). Засновано 120 німецьких і 55 змішаних колоній. Понад третина колоністів походила з Пфальцу. В кількох місцях утворено колонії місцевих євреїв, але вони швидко занепали. За релігійною орієнтацією 47 % становили лютерани, 13 % — кальвіністи, менше 1 % — меноніти, а 39 % — католики.